# Molly Haskell
Molly Clark Haskell (Charlotte, Carolina del Norte; 29 de septiembre de 1939) es una crítica de cine y escritora feminista estadounidense. Trabajó para el periódico The Village Voice—primero como crítica de teatro y luego de cine— y de ahí escribió en las revistas New York y Vogue. Su libro más influyente es From Reverence to Rape: The Treatment of Women in the Movies (1974).

## Biografía

### Primeros años
Haskell nació en Charlotte, Carolina del Norte, y creció en Richmond, Virginia. Estudió en el instituto St. Catherine's School y posteriormente en la universidad Sweet Briar College, entre 1957 y 1961. También cursó estudios en la Universidad de Londres y en la Sorbona. Tras mudarse a Nueva York en 1962 trabajó en el departamento de publicidad y relaciones públicas de la empresa informática UNIVAC. Después trabajó en la French Film Office, donde además de escribir un boletín informativo sobre películas francesas se desempeñó como intérprete de los directores franceses que viajaban a Estados Unidos.

### Carrera
Comenzó a escribir críticas de teatro y luego de cine en el periódico The Village Voice. Según el autor y académico J. Hoberman, cuando Haskell empezó a trabajar en aquel medio, alrededor de 1970, fue "la primera crítica de cine habitual en Estados Unidos que escribió desde un punto de vista explícitamente feminista". Posteriormente se desempeñó como crítica de cine en las revistas New York y Vogue. También ha escrito en The New York Times, Sight & Sound, The Guardian, Esquire, The New York Observer, The Nation, New York Review of Books y Town and Country.
En 1974 publicó el libro From Reverence to Rape: The Treatment of Women in the Movies, que examinaba la representación de las mujeres en el cine. Otras de sus obras incluyen dos memorias, una colección de ensayos y entrevistas, un análisis de la película Lo que el viento se llevó y una biografía del director Steven Spielberg.
Fue directora artística del Festival de Cine Francés de Sarasota, formó parte del comité de selección del Festival de Cine de Nueva York y ha sido profesora asociada de cine en Barnard College y profesora adjunta de cine en la Universidad de Columbia. También dio clases en Sarah Lawrence College. En 2006 fue copresentadora del programa The Essentials de la cadena Turner Classic Movies con Robert Osborne.
Haskell participó en la encuesta de críticos de la revista Sight & Sound de 2012, donde enumeró sus diez películas favoritas: A nuestros amores, Al azar de Baltasar, The Awful Truth, Chinatown, La rodilla de Clara, I Know Where I'm Going!, Madame de..., El bazar de las sorpresas, Amanecer y Vértigo.

## Vida personal
En 1969 se casó con el también crítico de cine y autor Andrew Sarris, quien falleció en 2012.

## Premios y reconocimientos
El National Board of Review le entregó un reconocimiento especial en 1989 y el premio William K. Everson de historia del cine en 2008, ambos junto a Andrew Sarris. En 2013, Haskell recibió un premio Athena, otorgado por el Festival de Cine Athena para premiar a determinadas personas "por su liderazgo y sus logros creativos en la industria cinematográfica". En 2017 el Círculo de Críticos de Cine de Nueva York le dio un premio a la trayectoria.
En 2010 recibió una beca Guggenheim. Es miembro de la Academia Estadounidense de las Artes y las Ciencias desde 2019.

## Libros
- From Reverence to Rape: The Treatment of Women in the Movies (1974; revisado y reeditado en 1987); ISBN 0-226-31885-0.
- Love and Other Infectious Diseases: A Memoir. New York: William Morrow, 1990, ISBN 978-0-688-07006-9.
- Holding My Own in No Man's Land: Women and Men and Films and Feminists. New York: Oxford University Press, 1997, ISBN 978-0-19-505309-8.
- Frankly, My Dear: "Gone with the Wind" Revisited. New Haven, Conn.: Yale University Press, 2009, ISBN 978-0-300-11752-3.
- Mary Pickford: Queen of the Movies. Lexington, Kentucky: University Press of Kentucky, 2012. ISBN 9780813136479
- My Brother My Sister: A Story of Transformation. New York: Viking, 2013, ISBN 978-0-670-02552-7.
- Steven Spielberg: A Life in Films (Jewish Lives). Yale University Press, 2017. ISBN 978-0300186932